# James-Ferdinand de Pury
Pour les articles homonymes, voir de Pury.
James-Ferdinand de Pury, né en 1823 et mort le 15 mai 1902, est un homme d’affaires qui réside au Brésil de 1847 à 1872 et y accumule une fortune considérable dans la production de tabac. Le don de sa villa à la ville de Neuchâtel permet l'établissement du Musée d'ethnographie de Neuchâtel.

## Biographie
James-Ferdinand de Pury est fils de Charles-Auguste de Pury (1788-1861) et de Sophie-Marianne de Pourtalès (1792-1877). En 1847, il se rend au Brésil pour y travailler dans la manufacture de tabac à priser fondée par son oncle Auguste-Frédéric de Meuron (1789-1852), qui s’est installé à Salvador de Bahia et à Rio. Avec Frédéric de Meuron et Etienne-Alexandre de Pourtalès, il est propriétaire de la fabrique impériale de tabac à priser, Rapé Arêa Preta. C'est la première marque commerciale enregistrée au Brésil, le 10 août 1843. Elle doit son succès considérable à la poudre d’iris qui y était mélangée.
James-Ferdinand de Pury épouse en 1863 Augustine-Mathilde Bevilacqua, née à Rio. Le 18 juin 1868, de Pury est nommé chevalier de l’Ordre de la Rose du Brésil tropical par l’empereur Pedro II, qui règle sur l’empire brésilien de 1831 à 1889.
En 1872, James de Pury rentre définitivement à Neuchâtel. Héritier d’un vaste terrain sur la colline de Saint-Nicolas, il se fait construire une grande demeure dans le goût de la Renaissance française par l’architecte Léo Châtelain.
En 1882, Pury perd sa fille unique, et, en 1900, son épouse. Sans héritier, il lègue en 1902 sa propriété à la Ville de Neuchâtel pour qu’elle y aménage un Musée ethnographique. Le musée ouvre ses portes le 14 juillet 1904.